# Taor
Taor (Servisch cyrillisch Таор) is een plaats in de Servische gemeente Valjevo. De plaats telt 378 inwoners (2002).